# 2015 aux États fédérés de Micronésie
Cet article présente les faits marquants de l'année 2015 aux États fédérés de Micronésie.

## Événements
- 3 mars : Élections législatives. Les députés élisent ensuite Peter Christian à la présidence de la République. Il entre en fonction le 11 mai. Un référendum sur l'indépendance de l'État de Chuuk devait avoir lieu simultanément, mais est reporté par le gouverneur[1].
- 29 mars : Le supertyphon Maysak atteint les États fédérés de Micronésie. Typhon de catégorie 5, accompagné de « vents violents soufflant à 260 km/h », il traverse le pays en trois jours, frappant les États de Chuuk et de Yap et faisant cinq morts[2].